# Desmatodon
Desmatodon è un genere estinto di tetrapodi, appartenente ai diadectomorfi. Visse nel Carbonifero superiore (circa 310 milioni di anni fa) e i suoi resti fossili sono stati ritrovati in Nordamerica. È considerato il più antico fra i diadectidi e uno dei primi vertebrati terrestri erbivori. 

## Descrizione
Questo animale è conosciuto principalmente per fossili di denti e parti di cranio; i denti della regione delle guance sono robusti e a forma di vanga, con alcune cuspidi sulla superficie. Esistono due specie ascritte a questo genere, distinguibili per la distribuzione dei denti nelle mascelle: Desmatodon hesperis possedeva denti molto vicini fra loro, mentre in D. hollandi i denti erano più spaziati. Entrambe le specie possedevano mandibole profonde e con una cresta che potrebbe essere stata utile nella masticazione dei vegetali. Alcuni esemplari, che si ritiene appartengano a individui giovani, possedevano denti in misura minore e disposti in spazi più larghi fra loro, senza superfici usurate. Si suppone che Desmatodon fosse un erbivoro quadrupede dal corpo robusto, lungo poco più di un metro, con zampe robuste disposte ai lati del corpo.

## Classificazione
I primi fossili di Desmatodon furono descritti nel 1908 e attribuiti alla specie tipo D. hollandi. Nel 1969 venne descritta una nuova specie, D. hesperis. I resti fossili di Desmatodon sono stati ritrovati nella formazione Red Knob in Pennsylvania, nella formazione Sangre de Cristo in Colorado e nella formazione Cutler del Nuovo Messico. Desmatodon è considerato il più antico rappresentante della famiglia dei diadectidi (Kissel, 2010), un gruppo di tetrapodi erbivori dalle caratteristiche simili a quelle dei rettili. 

## Paleobiologia
Come molti altri diadectidi, Desmatodon era un erbivoro terrestre che consumava piante altamente fibrose. I denti anteriori a forma di incisivi che sporgevano dalle mascelle, così come un lungo canale digestivo, potrebbero aver permesso all'animale di tagliare e sminuzzare materiale duro efficacemente. Desmatodon è considerato il più antico vertebrato terrestre erbivoro.